# Kastellet (Kopenhagen)

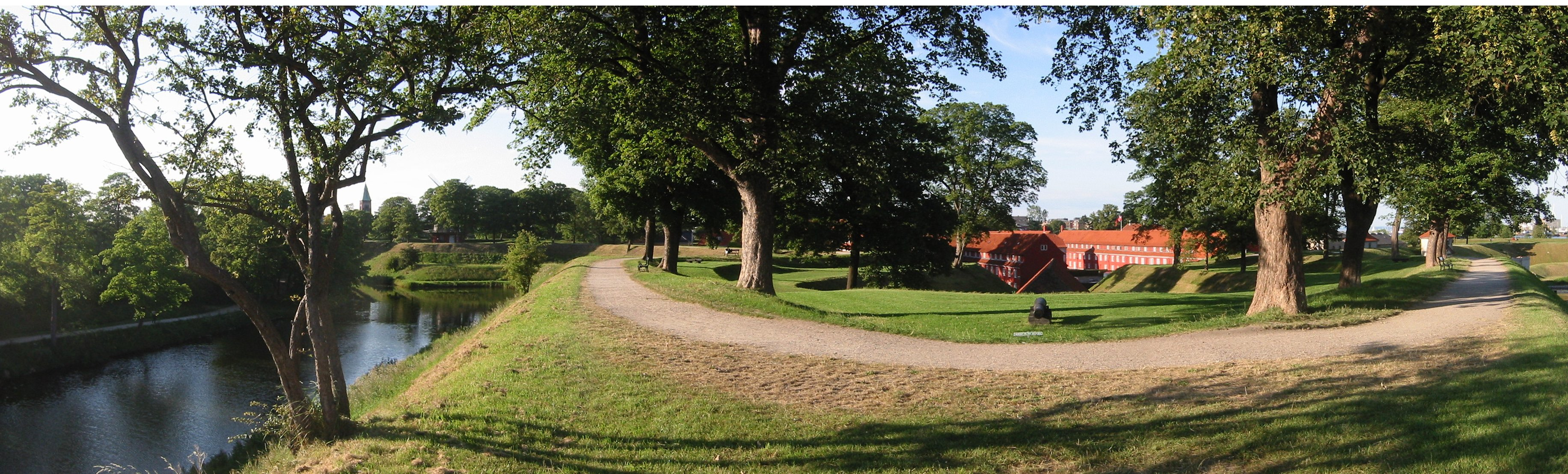
Gezicht op Kastellet

Kastellet is een vestingwerk in de Deense hoofdstad Kopenhagen, nabij het monument van de kleine zeemeermin, de Gefionfontein en Langelinie.

## Beschrijving
Het is aangelegd in de vorm van een vijfhoek met vijf bastions. Deze dragen de namen Koningsbastion (Kongens Bastion), Koninginnebastion (Dronningens Bastion), Gravenbastion (Grevens Bastion), Prinsessenbastion (Prinsessens Bastion) en Prinsenbastion (Prinsens Bastion). In Kastellet bevinden zich een kerk, een gevangenis en een windmolen. 
Het complex is eigendom van het Deense Ministerie van Defensie. Onder andere de chef-staf, de Deense Hjemmeværnet (binnenlandse vrijwilligerstroepen), het Forsvarets Efterretningstjeneste (militaire geheime dienst), de Forsvarets Auditørkorps (militaire openbaar ministerie) en de bibliotheek van het koninklijke garnizoen huizen in het gebouw.
Kastellet vormt een militair terrein, een cultureel-historisch monument, een museum en een park, dat veel Kopenhagenaars gebruiken voor wandelingen.

## Geschiedenis

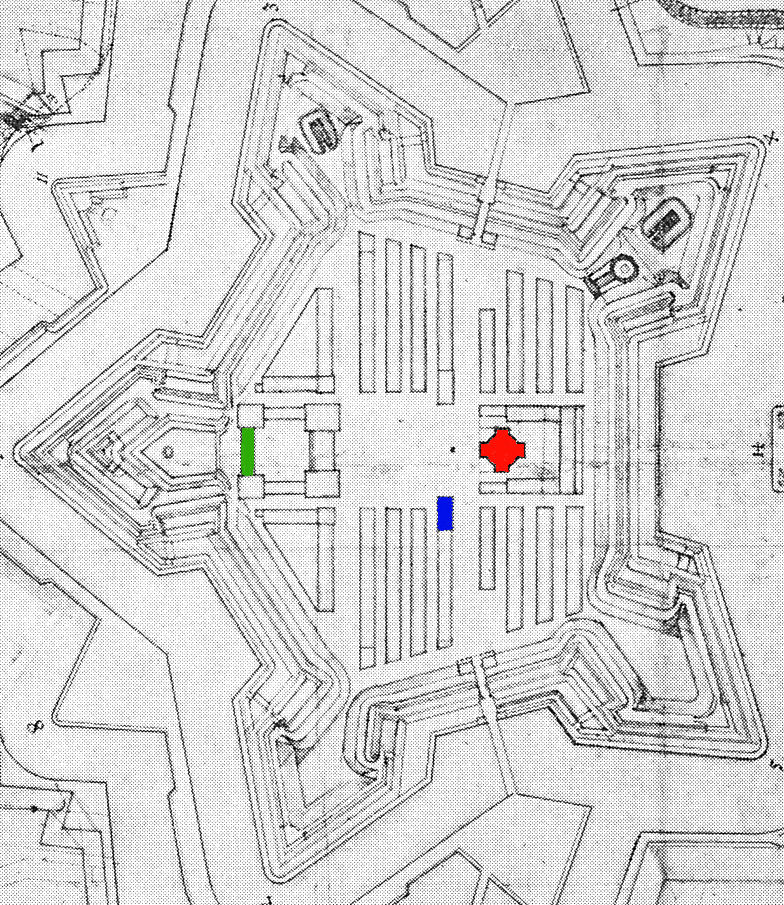
Het plan van Henrick Ruse

De bouw van Kastellet, in het noordelijke deel van de verdedigingswerken rond Kopenhagen, startte in 1626 in opdracht van Christiaan IV van Denemarken. Hoewel Christiaan grootse plannen had voor een eigen kasteel in Kastellet, moest hij deze wegens verslechterde economische omstandigheden laten varen. Zijn opvolger Frederik III zette het werk voort.
Na de Zweedse belegering van Kopenhagen van 1658 tot 1660 riep Frederik de hulp in van de Hollandse vestingbouwer Henrick Ruse om het vestingwerk te herstellen en uit te breiden. De koning liet de vesting uitroepen tot Citadellet Frederikshavn ("De citadel van Frederikshavn"), maar deze naam werd al snel vervormd tot Kastellet ("de citadel"). De werkzaamheden begonnen in 1662 en zo'n twee later was het werk gereed. Op 28 oktober 1664 marcheerden de eerste soldaten Kastellet binnen. Direct na de bouw lag Kastellet in het oosten direct aan zee.
De wal rondom Kastellet is 1750 meter lang en telt vijf bastions. Op het terrein staan diverse gebouwen, waaronder kazernes voor de soldaten, pakhuizen voor materieel, voedsel en munitie, een kerk, het huis voor de commandant en een windmolen. De kerk werd in 1704 gebouwd aan de westkant van het exercitieterrein. In 1725 werd een gevangenis gebouwd, deze staat naast de kerk en door gaten in de muren konden de gevangenen de kerkdiensten volgen. In hetzelfde jaar werd een nieuw huis voor de commandant gebouwd, naar een ontwerp van architect Elias Häuser. Een van de gevangenen was Struensee, hij wachtte hier zijn executie af.
Kastellet speelde in 1807 een rol in de verdediging van Kopenhagen tegen Engeland tijdens de Slag om Kopenhagen.
Op het Koningsbastion staat een windmolen om graan te malen. De huidige molen is gebouwd in 1847 en verving een ouder exemplaar uit het jaar 1718. Het graan werd opgeslagen in de pakhuizen en er werd meel van gemaakt zodra er behoefte aan was.
De Deense schilder Christen Købke (1810–1848) groeide op in Kastellet en maakte een aantal schilderijen van het gebied.
In 1966 werd het Kastellet op de monumentenlijst geplaatst.
Van 1989 tot 1999 werd heel Kastellet gerenoveerd met geld uit het fonds van A.P. Møller en zijn vrouw Chastine McKinney Møllers.

## Galerij

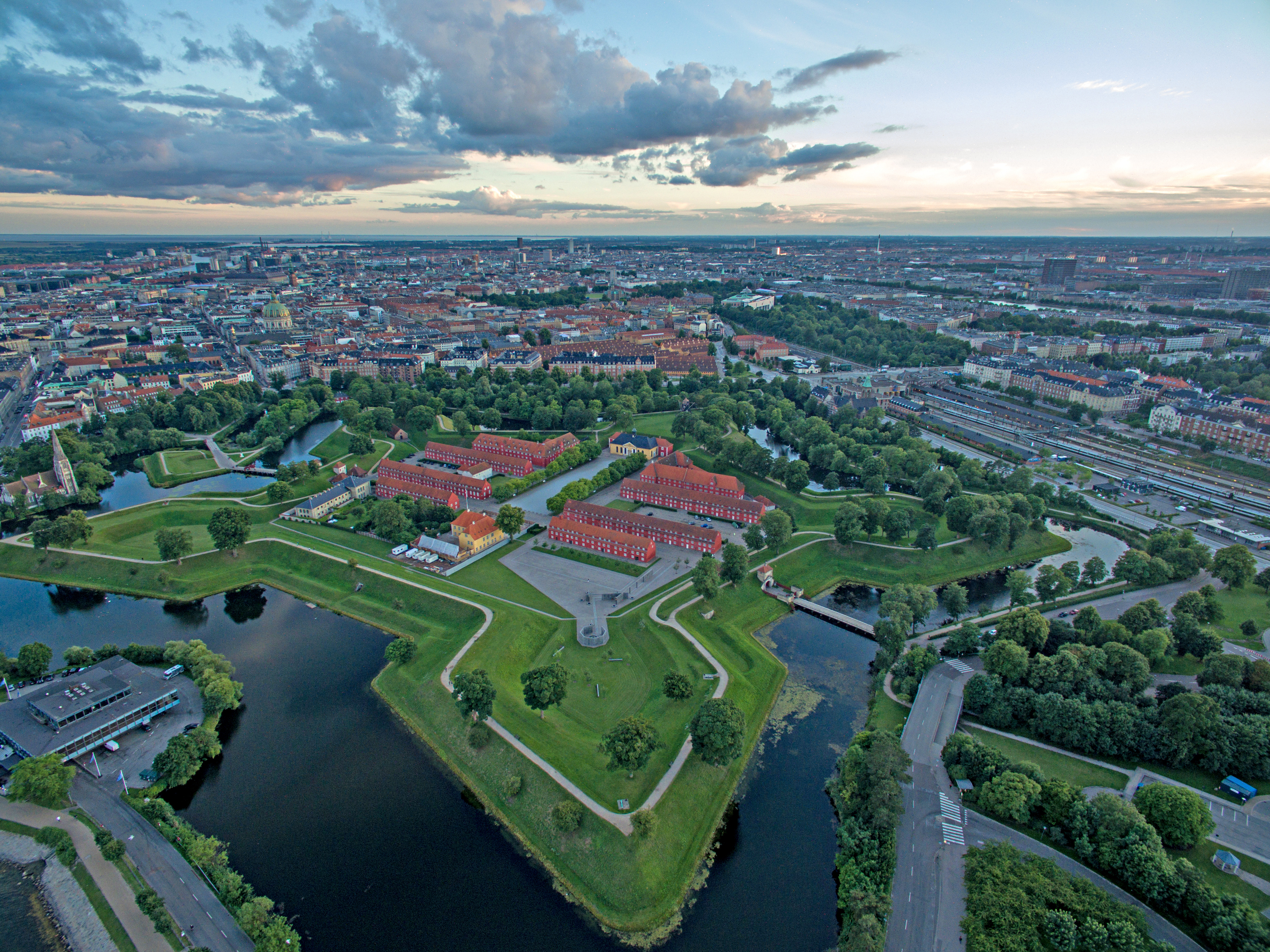
Zicht op Kastellet richting Kopenhagen centrum
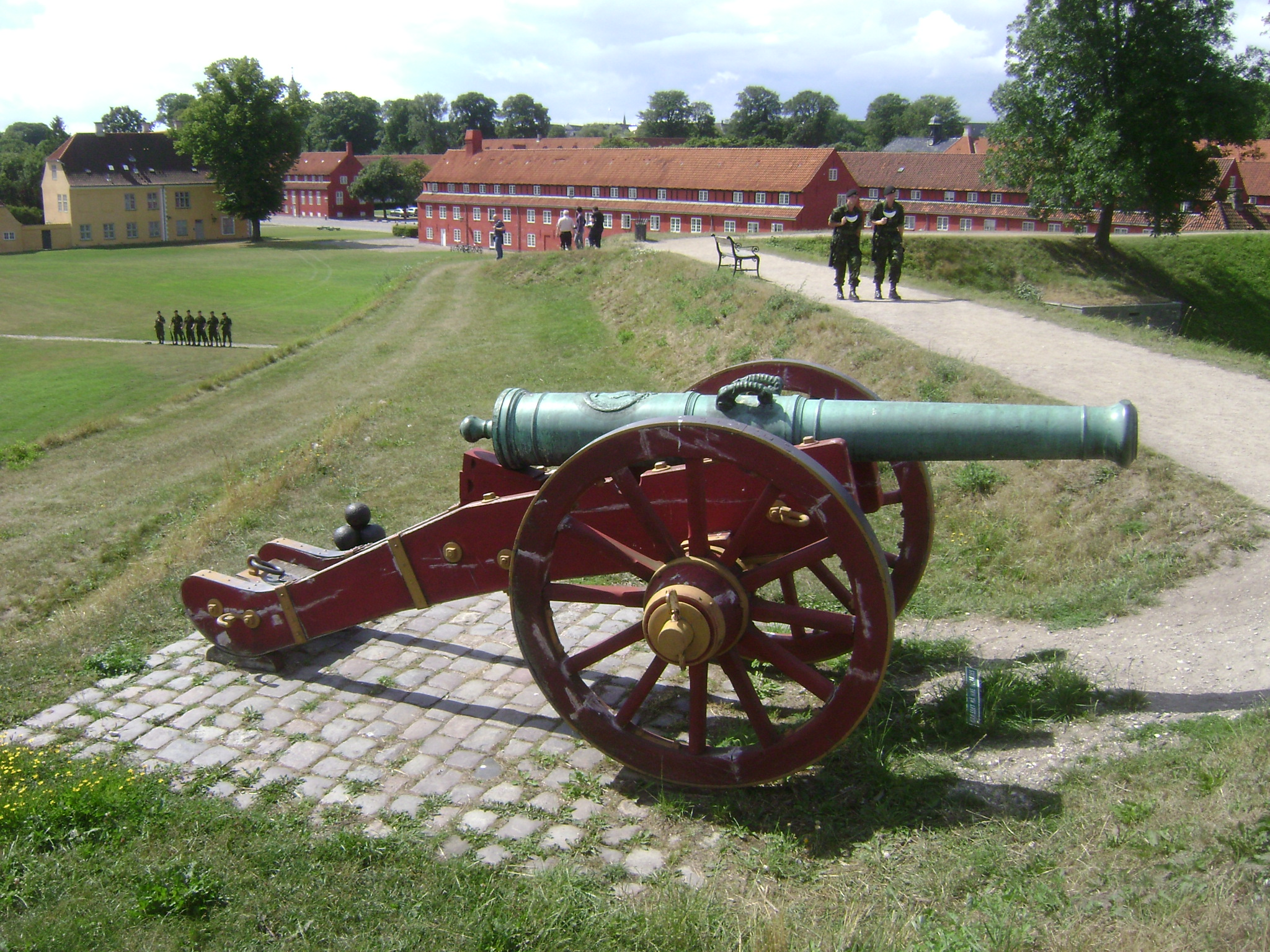
Zicht op terrein vanaf de wal
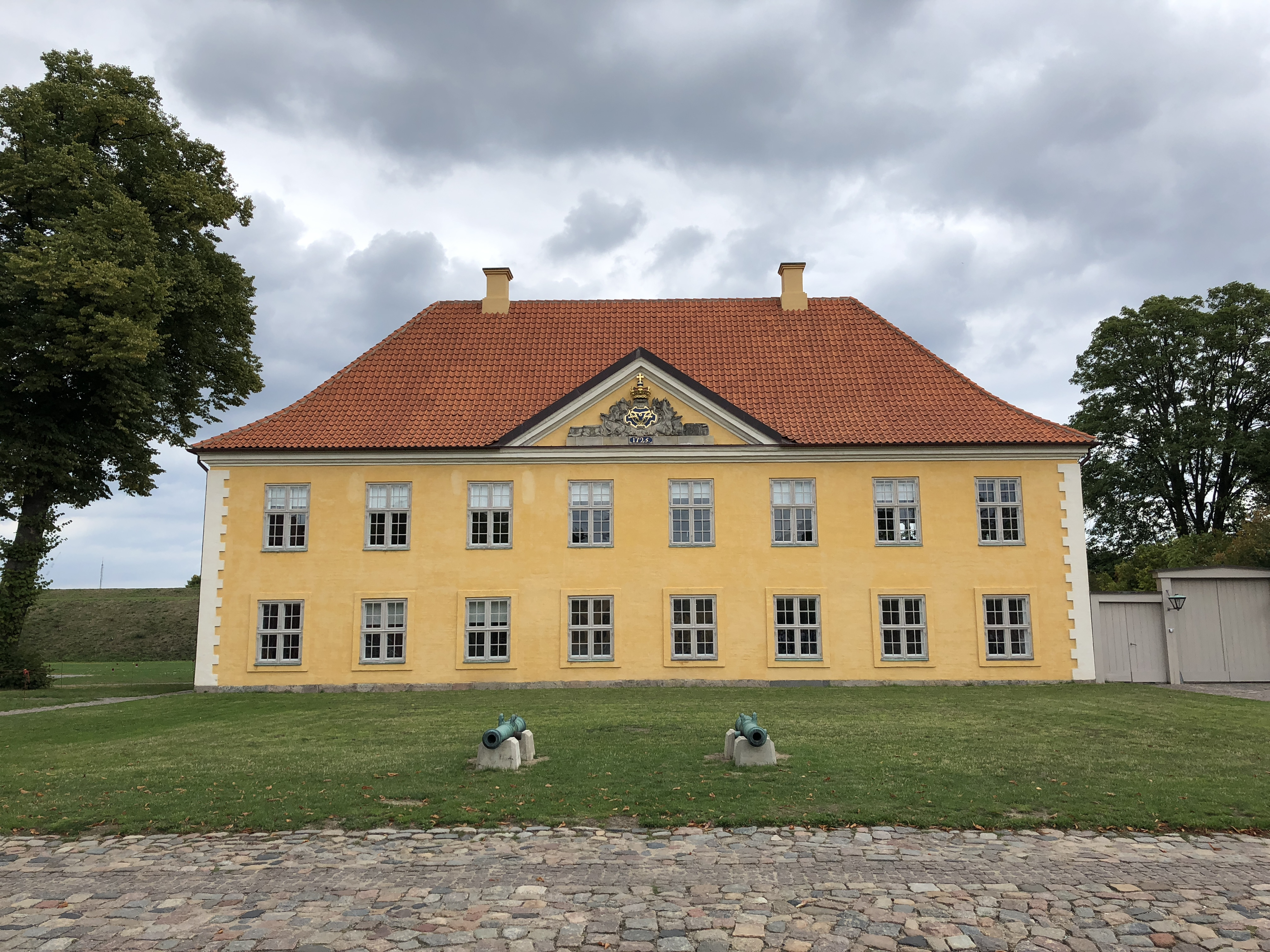
Huis commandant
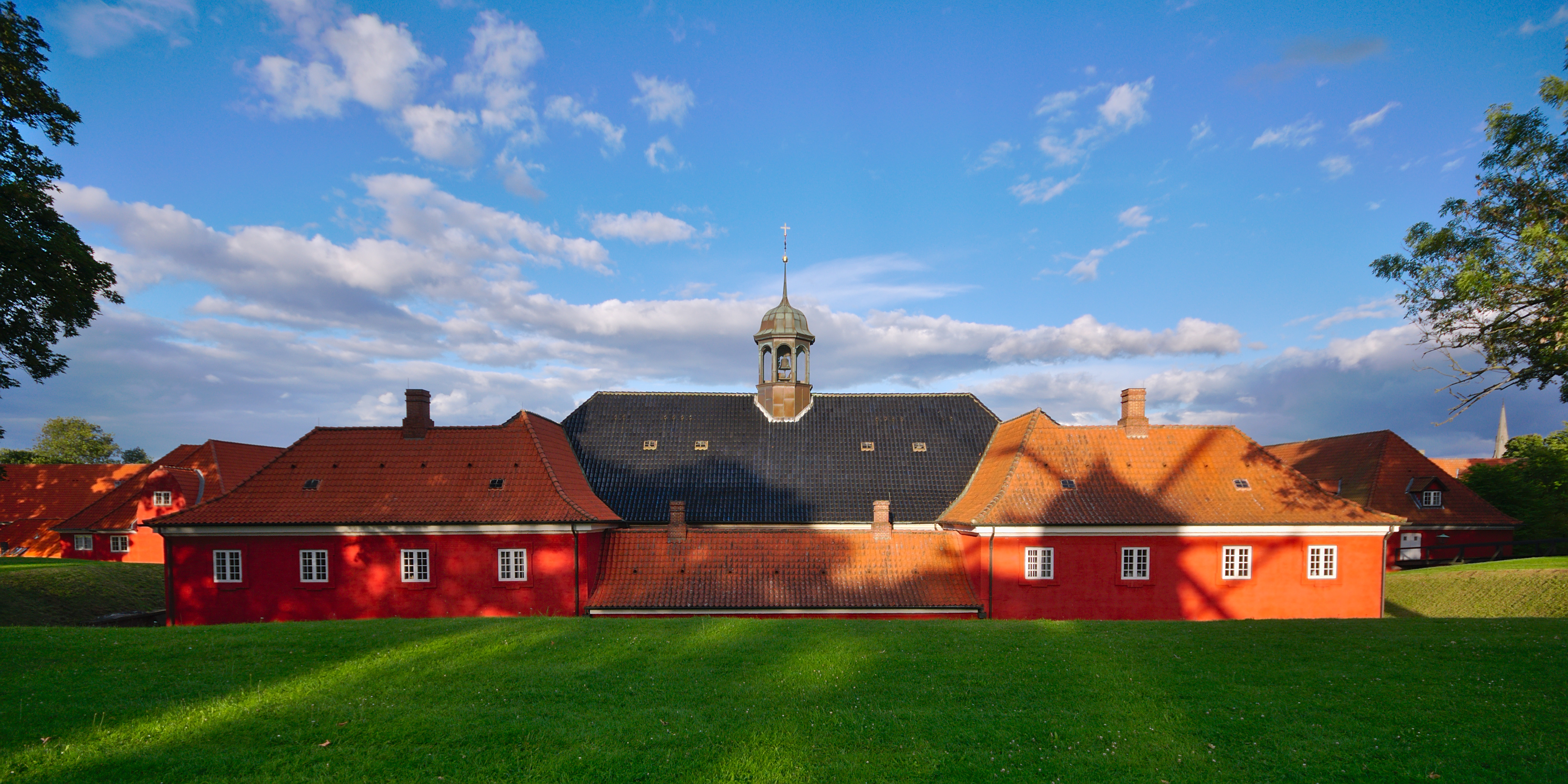
Kerk en gevangenis
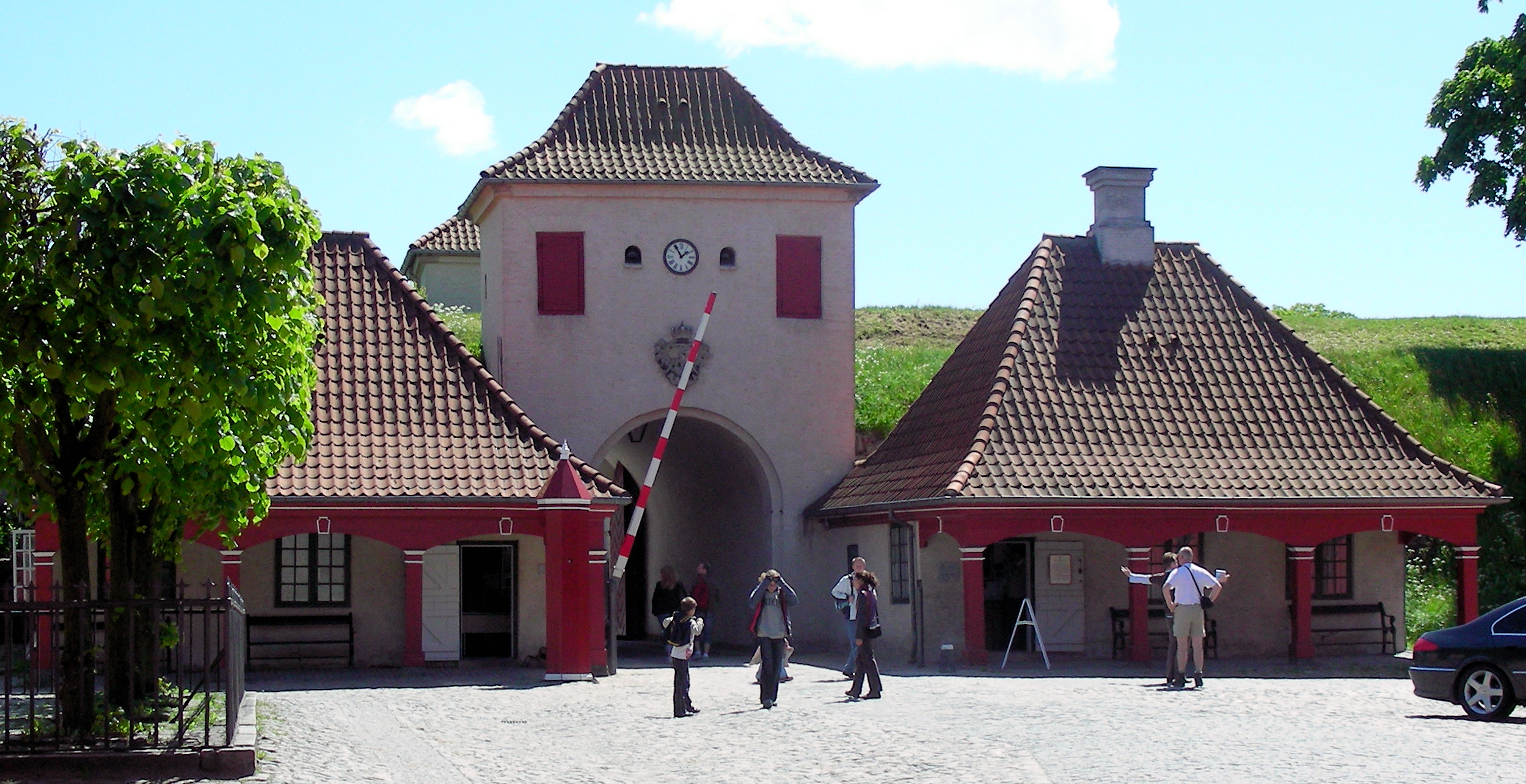
Koningspoort
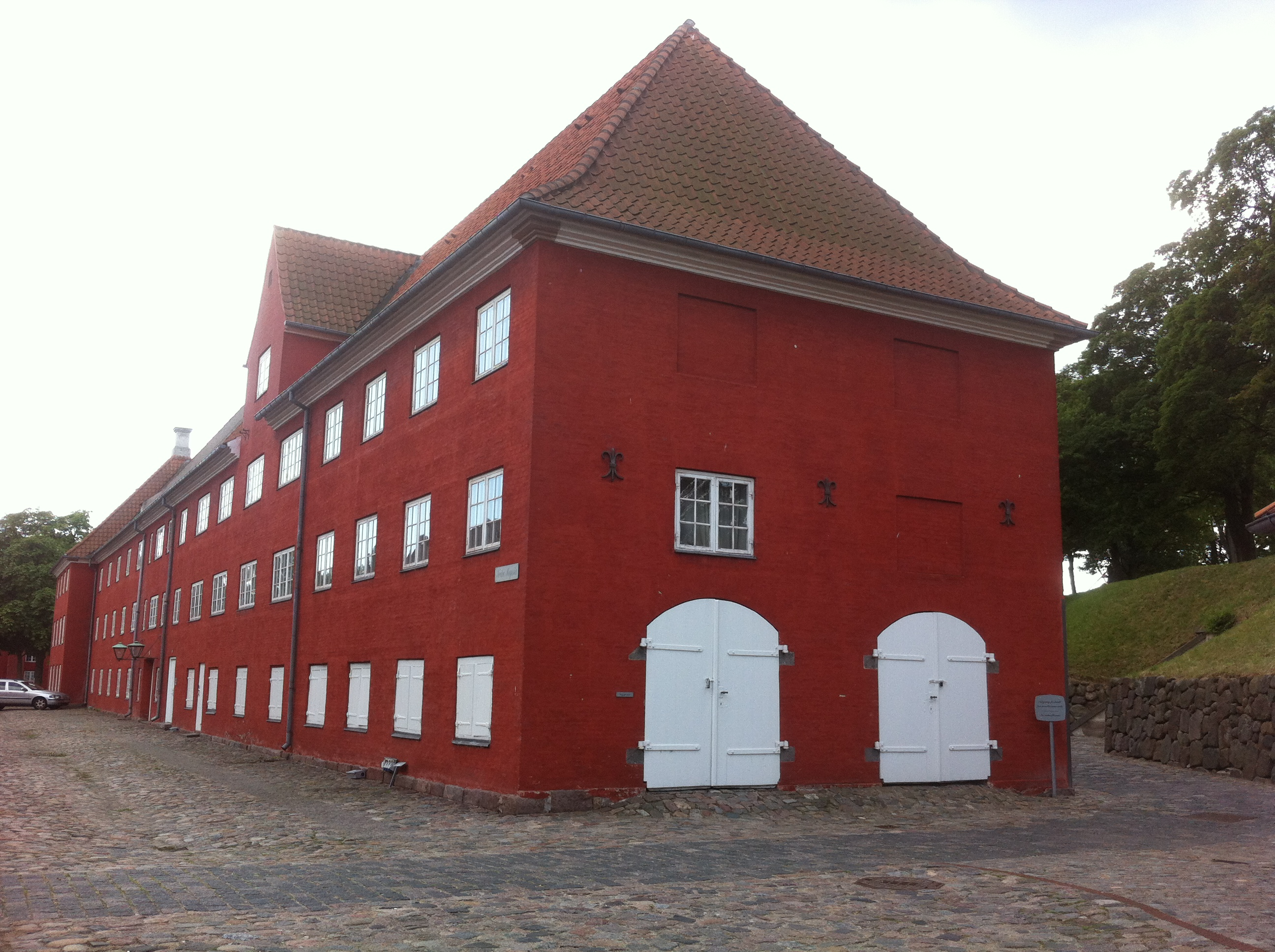
Pakhuis
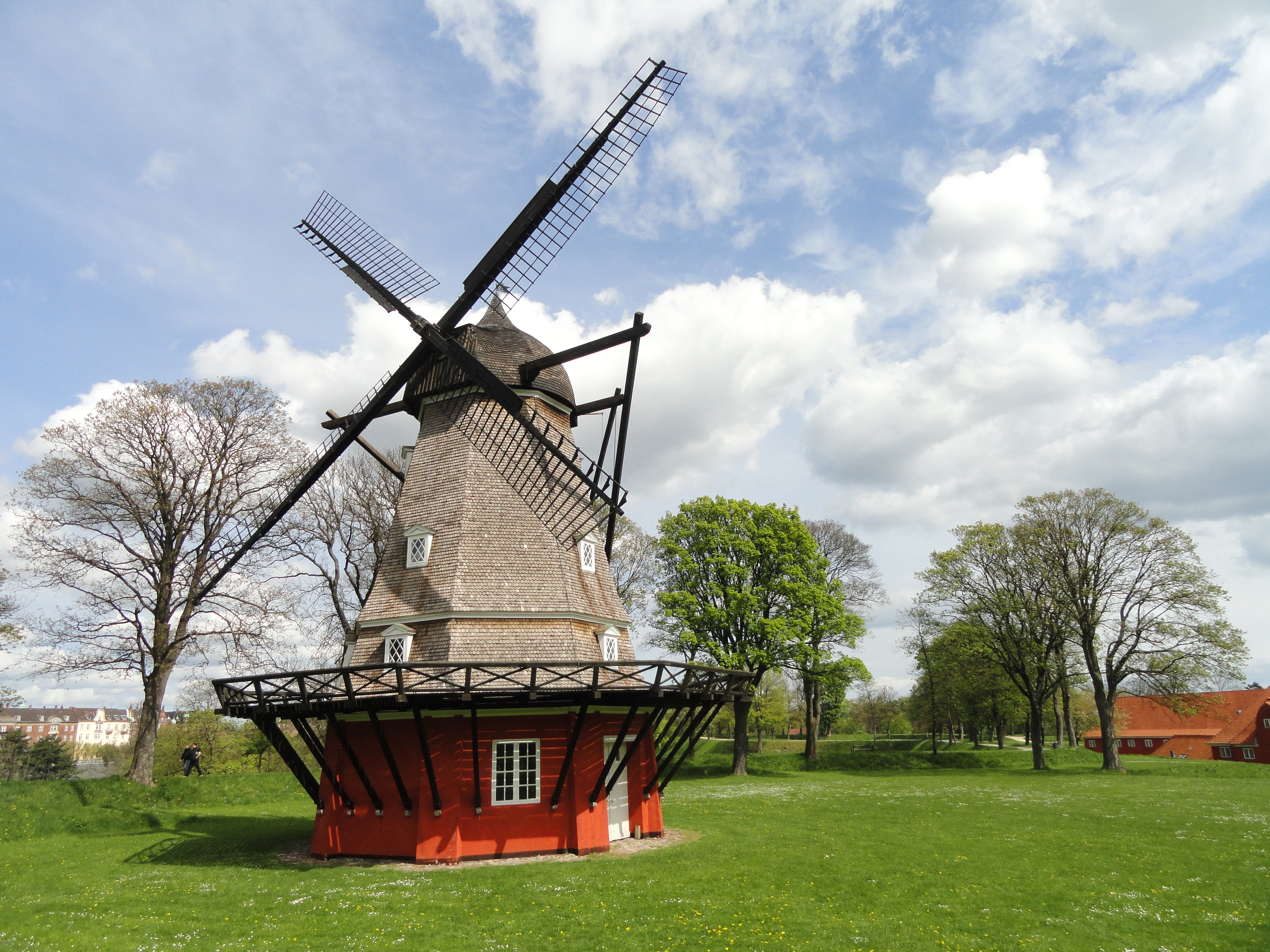
De molen
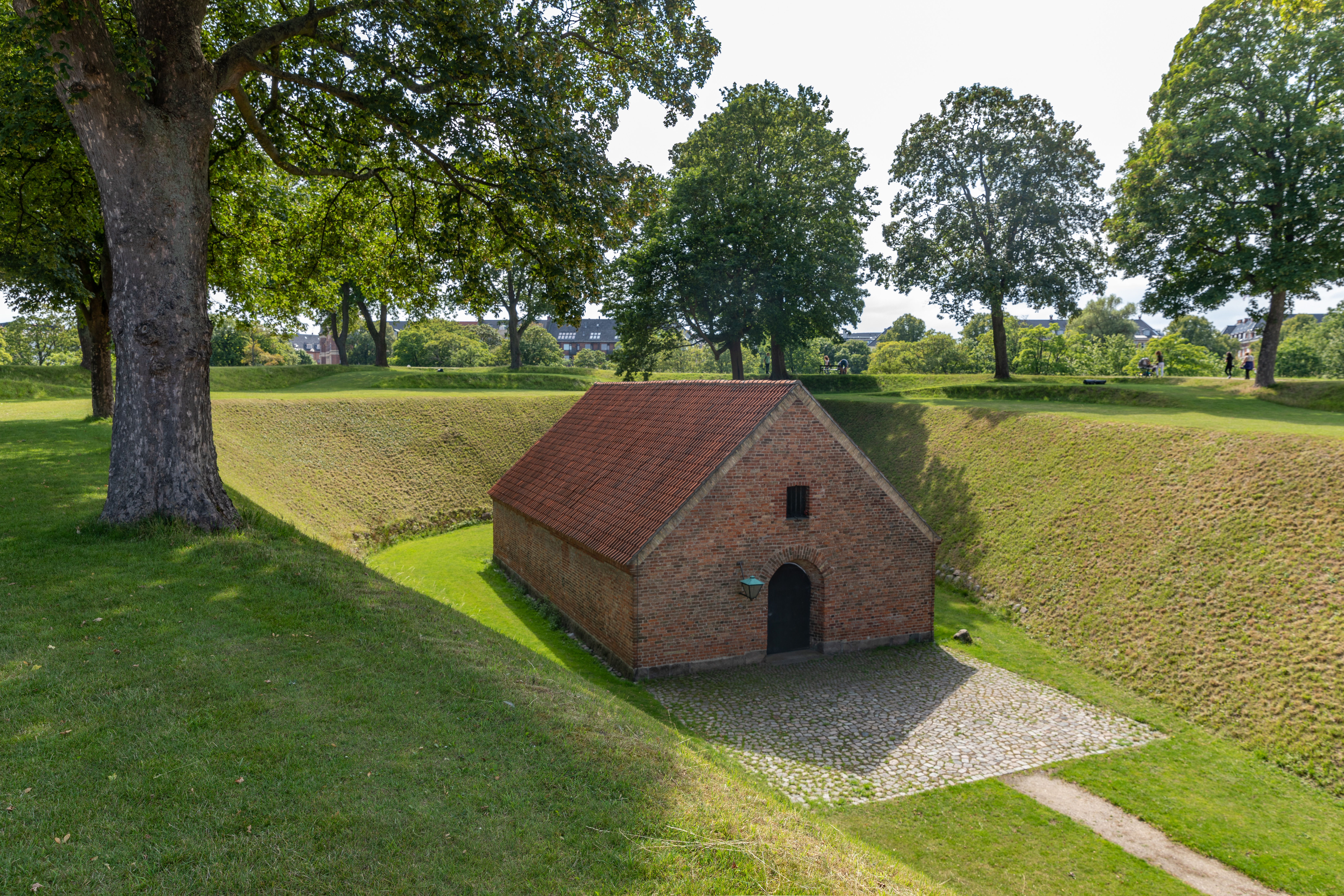
Kruithuis